# A Spaniard in the Works
A Spaniard in the Works — вторая книга Джона Леннона, вышедшая 24 июня 1965 года.

## Название
В названии обыгрывается английская идиома to put a spanner in the works (аналогичная русскому выражению «вставлять палки в колёса»). На обложке книги изображён сам Леннон в испанском костюме (Spaniard) с гаечным ключом (spanner) в руках.

## О книге
Эта книга, как и предыдущая, In His Own Write, представляет собой сборник абсурдистских стихов, рассказов и пародий, для которых характерны игра слов, каламбуры и чёрный юмор. В качестве объектов пародий выступали самые разные жанры — от сказки о Белоснежке и семи гномах (Snore Wife And Some Several Dwarts; причем пародируется, скорее всего, не столько оригинальная сказка, сколько диснеевский мультфильм — в тексте есть фраза «…in a dizney far away…») до письма читателя в газету (Readers Lettuce). Рассказ We Must Not Forget… The General Erection представляет собой сатирический отклик Леннона на британские выборы 1964 года и содержит каламбуры на имена тогдашних английских политиков — Гарольда Вильсона (Harrassed Wilsod), сэра Алека Дугласа-Хьюма (Sir Alice Doubtless-Whom), Джо Гримонда (Joke Grimmace), Энтони Идена (Answerme Enos) и других.
Иллюстрировал книгу сам автор.
Отдельно стоит упомянуть о самом длинном (по оценке автора) его рассказе The Singularge Experience Of Miss Anne Duffield, представляющем собой пародию на рассказы о Шерлоке Холмсе. Сам Леннон вспоминал: «Когда я был помоложе, я прочёл одну или две книги Конан Дойла, но на нанятой нами лодке их было много. На той лодке не было ничего, кроме книг; часть их была на французском языке, часть на английском. Таити и все эти острова — здорово, но я всё ещё любил читать. Преодолевая скуку, я читал каждую книгу на английском языке, нравилась она мне или нет. И вот там оказался большой том рассказов о Шерлоке Холмсе — книга, в которой можно прочесть все рассказы; и я понял, что все они об одном и том же. Они все одинаковые; и я просто объединил их сюжеты в одном рассказе. Так что я написал историю о Шемроке Вомлбсе после трех недель чтения Шерлока Холмса на Таити».

## Русские переводы
В 1988 году в журнале «Литературная учёба» (№ 5) был опубликован перевод рассказа The Singularge Experience Of Miss Anne Duffield (под названием «Происшествие, происшедшее с миссом Дафилд»). Позднее он был перепечатан в специальном выпуске журнала «Студенческий меридиан», посвящённом творчеству The Beatles.
Первый полный перевод книги, под названием «Испалец в колесе», был осуществлен Алексеем Курбановским.

## Интересные факты
- В 2014 году некоторые рукописи вошедших в эту и предыдущую книги рассказов, стихов, а также рисунки были проданы с аукциона Sotheby's. Самым дорогим лотом стала рукопись рассказа The Singularge Experience Of Miss Anne Duffield, ушедшая с молотка за 209 тысяч долларов. Рукопись стихотворения The Fat Budgie (также из второй книги) была продана за 143 тысячи долларов, а рукопись стихотворения I Sat Belonely (из первой книги) — за 137 тысяч.[5] Исправленная машинопись рассказа The Neville Club (также из первой книги) была продана за 100 тысяч долларов.[6]